# Lycomorphodes calopteridion
Lycomorphodes calopteridion is een beervlinder uit de familie van de spinneruilen (Erebidae). De wetenschappelijke naam van de soort is voor het eerst geldig gepubliceerd in 1904 door de Joannis.